# Akropolis Paliokastro
Koordinaten: 37° 35′ 12″ N, 23° 20′ 58″ O

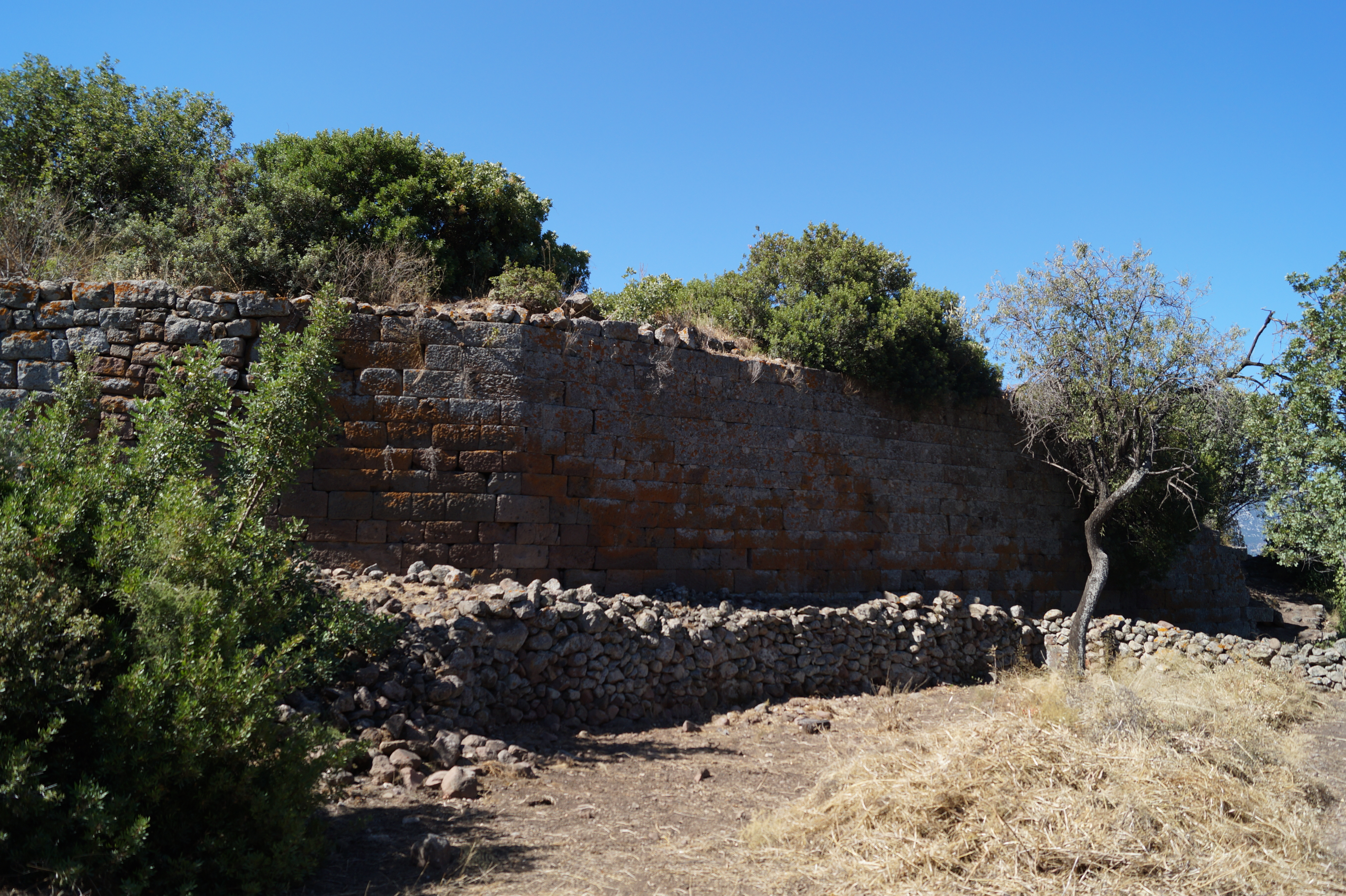
Nordmauer der Akropolis

Akropolis Paliokastro (griechisch Ακρόπολη Παλιόκαστρο) wird die Akropolis des antiken Methana genannt. Sie befindet sich etwa einen Kilometer unterhalb des Dorfes Megalochori im Südwesten der Vulkanhalbinsel Methana. Die Burgfestung wurde schon in mykenischer Zeit errichtet und dann in antiker Zeit vergrößert.

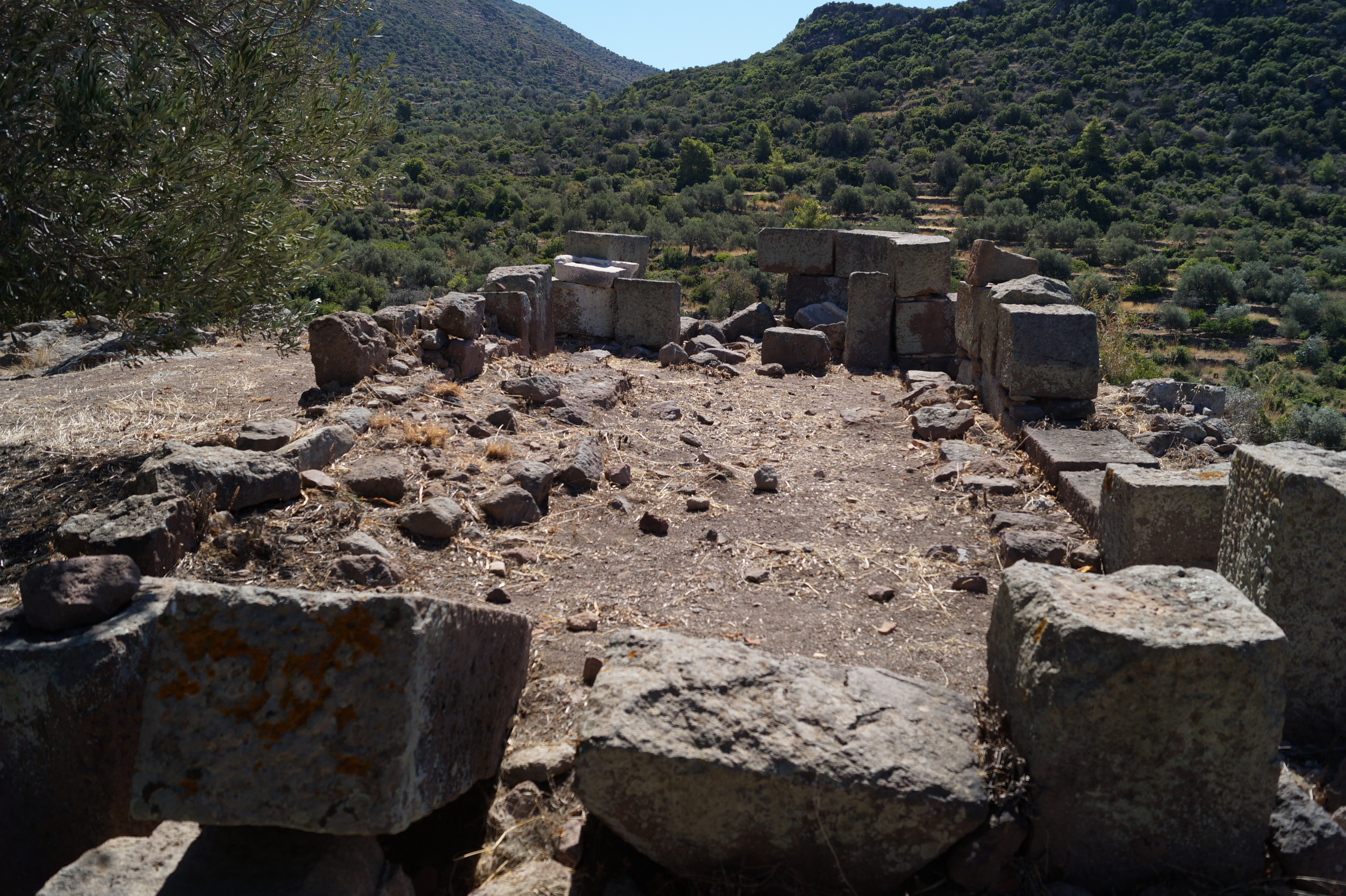
Ruine der frühchristlichen Kirche auf der Akropolis

## Beschreibung
Die isodomen Mauern, die man heute sieht, stammen hauptsächlich aus dem 4. Jahrhundert v. Chr. Auf den oberen Rändern der Mauern wurden Erweiterungen und Reparaturen in römischer und byzantinischer Zeit angefügt. Die Mauern aus vulkanischem Andesit- /Dazit-Gestein befinden sich auf den Resten eines kleinen Vulkandoms. Auf dem Gipfel des Hügels befindet sich die Ruine einer frühchristlichen Kapelle. Bei dieser fand man eine Stele aus der Mitte des 2. Jahrhunderts v. Chr. mit einer Inschrift für die Götter Isis und Serapis. Aus diesem Grund geht man davon aus, dass zuvor an derselben Stelle der Tempel für diese Götter stand.
Die Unterstadt des antiken Methana erstreckte sich unterhalb der Akropolis nach Westen. Der Hafen und Teile der Stadt liegen heute unter Wasser. Aus der Tatsache, dass auch byzantinische Kirchen überflutet wurden, kann man schließen, dass die Stadt erst im Mittelalter versank. Die Größe der antiken Stadt wird auf etwa 700 Häuser geschätzt.

## Geschichte
Schon in der Jungsteinzeit war die Akropolis besiedelt. Die weitere Nutzung des Hügels belegen Tonscherben aus der spätmykenischen Zeit. In historischer Zeit stand die Stadt Methana unter der Vorherrschaft von Troizen. 424 v. Chr. landete der Athener Nikias in Methana und errichtete auf dem 3 km südlich gelegenen Isthmus eine etwa 200 m lange Sperrmauer und ein Kastel, das heute Kastel Favieros genannt wird. Zur Verteidigung ließ er einige Streitkräfte hier zurück. Im 4. Jahrhundert v. Chr. scheint die Stadt unabhängig gewesen sein, da sie eigene Münzen prägte. Während der Diadochenkriege war Methana vom 3. bis Mitte des 2. Jahrhunderts v. Chr. unter ptolemäischer Kontrolle und wurde Arsinoe des Peloponnes (altgriechisch Αρσινοἐ ὰπὸ Πελοποννάσου), benannt nach Arsinoë II., genannt. Aus dieser Zeit wurde im Poseidon-Heiligtum von Kalaureia eine Statuengruppe, die Königin Arsinoë II. und Ptolemaios II. zeigt und von der Stadt Arsinoe des Peloponnes gestiftet wurde, ausgegraben. Zu dieser Zeit etablierte sich hier der Isis und Serapis-Kult. Nachdem der Ort seine Unabhängigkeit wieder erlangt hatte, prägte er bis in römische Zeit eigene Münzen. Pausanias, der im 2. Jahrhundert die Stadt besuchte, berichtete, dass es ein Isis-Heiligtum und auf dem Marktplatz Statuen von Hermes und Herakles gab.

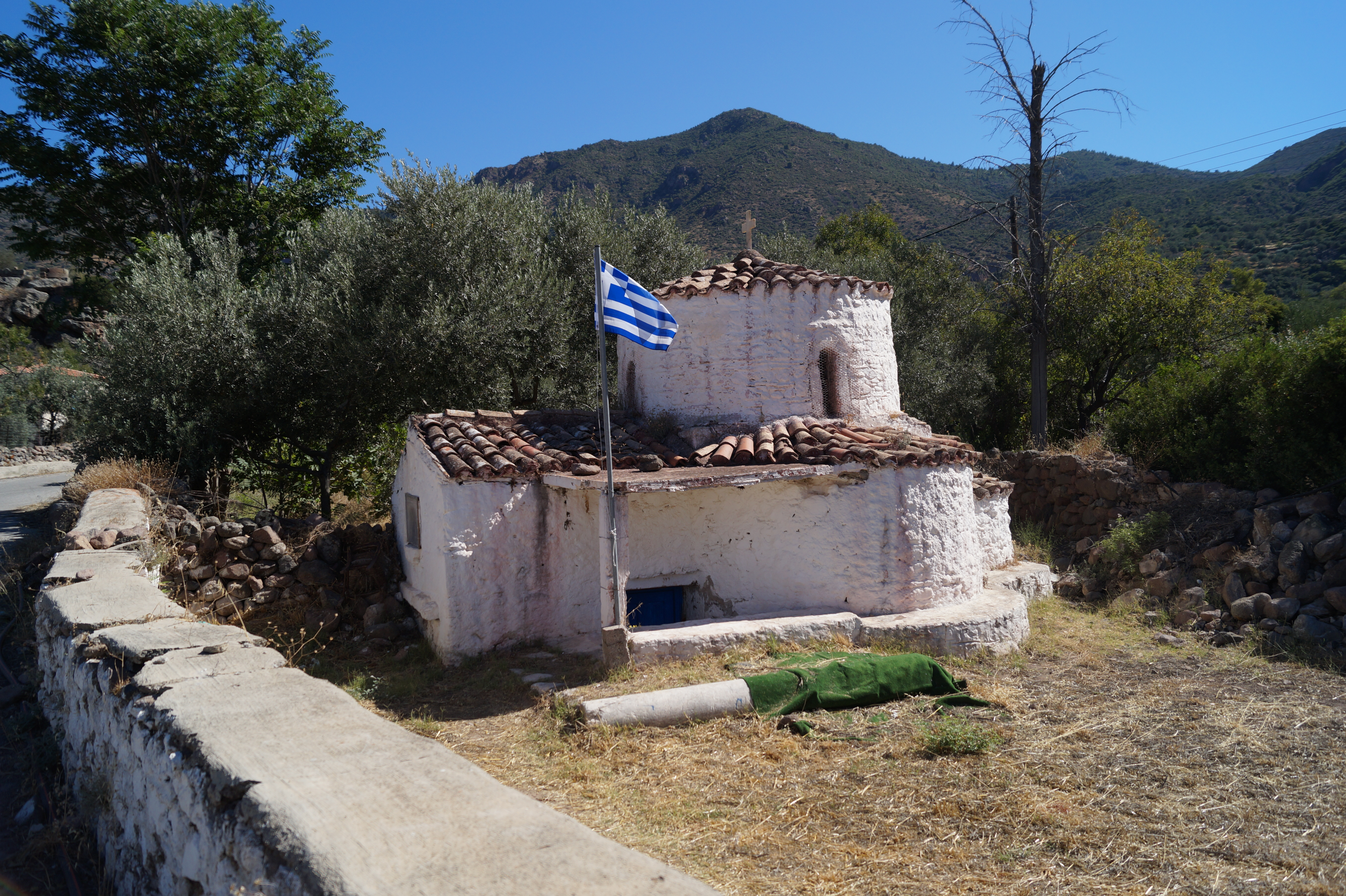
Kapelle Agios Nikolaos

## Kapelle Agios Nikolaos
Etwa 70 m südlich der Akropolis kann man die byzantinische Kapelle Agios Nikolaos besuchen. Es ist eine kleine Kreuzkuppelkirche ohne Narthex aus dem 11. Jahrhundert. Sie ist etwa 5 m breit. Der westliche Flügel ist um etwa 2 m verlängert. Da das Bodenniveau heute etwa einen Meter höher liegt als zur Bauzeit der Kapelle führt eine Treppe hinunter zum Eingang an der Südseite. Die Fresken, mit denen die Innenwände geschmückt waren, sind heute vollständig verloren.